# Пиатан
Пиатан (порт. Piatã)  —  муниципалитет в Бразилии, входит в штат Баия. Составная часть мезорегиона Юго-центральная часть штата Баия. Входит в экономико-статистический микрорегион Сеабра. Население составляет 19 465 человек на 2006 год. Занимает площадь 1508,036 км². Плотность населения — 12,9 чел./км².
Праздник города — 11 июня.

## История
Город основан в 1878 году.

## Статистика
- Валовой внутренний продукт на 2003 год составляет 30 650 942,00 реалов (данные: Бразильский институт географии и статистики).
- Валовой внутренний продукт на душу населения на 2003 год составляет 1593,00 реалов (данные: Бразильский институт географии и статистики).
- Индекс развития человеческого потенциала на 2000 год составляет 0,636 (данные: Программа развития ООН).

## География
Климат местности: горный тропический. В соответствии с классификацией Кёппена, климат относится к категории Csb.